# Breitling

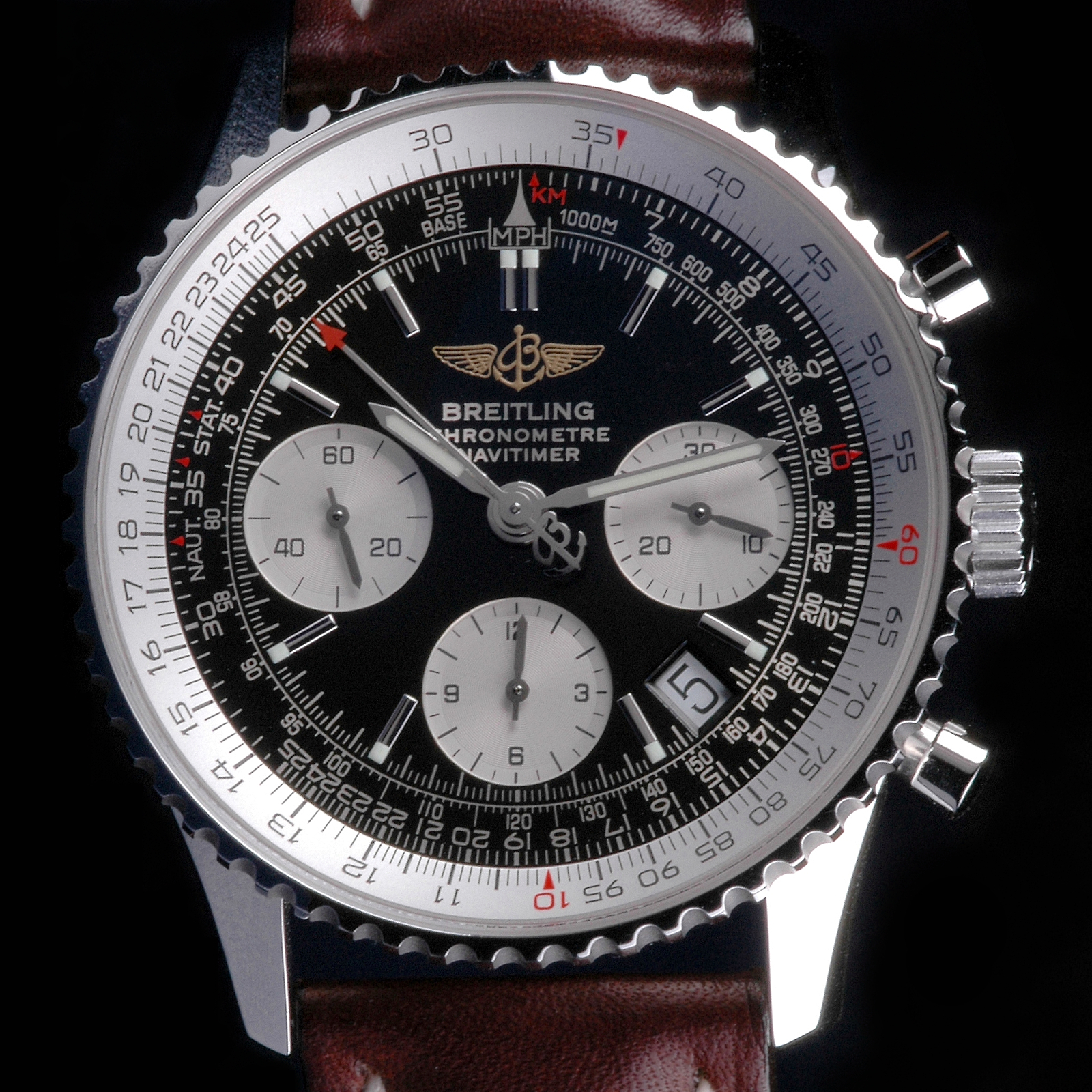
Náramkové hodinky značky Breitling

Breitling je švýcarská hodinářská firma se stoletou tradicí. Sídlí v Grenchenu v kantonu Solothurn a vyrábí výhradně COSC certifikované luxusní chronometry. Dnes jsou hodinky Breitling rozdělené do několika hlavních modelových řad: Navitimer, Top Time, Premier, Superocean, Chronomat, Classic Avi, Professional a Avenger.

## Stručná historie značky
Historie značky Breitling se datuje od roku 1884, kdy Leon Breitling otevřel svoji dílnu v Saint-Imier a specializoval se na výrobu časoměrných přístrojů a průmyslových měřidel – právě oslavil své čtyřiadvacáté narozeniny. O osm let později se pro velký úspěch a rozmach výroby hodinář Breitling přesunul do tehdejšího srdce švýcarského hodinářství v La Chaux-de-Fonds.
Na počátku první světové války firmu převzal po smrti Leona firmu jeho syn Gaston Breitling a v roce 1915 vynalezl první náramkový chronograf. Ten se stal hitem mezi piloty, protože jim umožňoval měřit čas, jak dlouho jim vydrží palivo v letadle.
Gastonův syn Willy Breitling převzal vedení společnosti v roce 1932 a v roce 1936 se Breitling stal oficiálním dodavatelem pro britskou RAF.
V roce 1934 Gaston otcův chronograf vylepšil na model se dvěma tlačítky, vzor všech dnes používaných chronografů. Druhé tlačítko slouží k vynulování pozice ručiček, což umožňuje měřit několik úseků za sebou.
V roce 1942 se na trh dostal další přelomový model Breitling Chronomat. Jde o první chronograf s kruhovým logaritmickým měřítkem a pod názvem Chronomat Evolution a po omlazovacích kúrách se prodává dodnes. Firma se také stala dodavatelem pro americké letectvo.
V roce 1952 vznikl v Breitlingu legendární Navitimer, přezdívaný navigační počítač. V době, kdy neexistovaly GPSky, totiž umožňoval výpočet všech úkonů spojených s navigací v letadle, což byl také důvod, proč se tyto hodinky staly velmi oblíbené mezi piloty celého světa.
V roce 1962 měl americký astronaut Scott Carpenter na svém zápěstí při obletu země v lodi Aurora 7 chronograf Cosmonaute a letectví (i když ne kosmonautice) zůstal Breitling věrný dodnes. Důkazem toho jsou hodinky Aerospace, Emergency a B1 vyvinuté pro letce a ve spolupráci s nimi.
Na konci sedmdesátých let se firma dostala do finančních potíží a od Willyho Breitlinga ji v roce 1979 koupil Ernest Schneider a zachránil ji před bankrotem.
Koncem 90. let 20. století navázala společnost Breitling spolupráci se světoznámou automobilkou Bentley a začala vyrábět hodinky pro majitele těchto luxusních automobilů – Breitling for Bentley.
V prvním čtvrtletí roku 2015 se společnost Breitling připojila se svým modelem luxusních hodinek do kategorie zvané smartwatch/chytré hodinky. Zůstal však zachován téměř identický design a propojení s mobilním telefonem je prováděno pomocí technologie Bluetooth.
Rodina Schneiderů značku Breitling vlastnila do dubna roku 2017, kdy Ernestův syn, Theodore Schneider, prodal majoritní podíl akcií (80 %) společnosti CVC Capital Partners. Zbývajících 20 % bylo prodáno této firmě v roce 2018.